# Hostal Valira
L'Hostal Valira (nom original, també anomenat Hotel Valira) fou un establiment hoteler i balneari de la parròquia andorrana d'Escaldes-Engordany. Està situat al número 37 de l'avinguda Carlemany d'Escaldes. L'edifici està protegit com a bé immoble inventariat per la seva significació en l'arquitectura de granit del principat.
L'establiment hoteler va ser promogut per l'abat de Montserrat Antoni Maria Marcet i projectat l'any 1933 per l'arquitecte benedictí Celestí Gusí, seguidor de Puig i Cadafalch. Té una planta rectangular amb cinc pisos i coberta a dues vessants; destaquen les tres llucanes i les obertures emmarcades amb arcs de mig punt de la planta baixa. El material utilitzat a l'exterior és el granit disposat en forma de niu d'abella irregular.
La història de l'edifici es remunta a la dècada dels anys 1930 quan els monjos de Montserrat van promoure diversos edificis a la zona d'Escaldes: el garatge Valira, l'Escola Meritxell i l'Hostal Valira amb la seva pèrgola; sota el nom de «Cultural Andorrana SA», amb objectius educatius i de gestió de l'aigua termal.
L'Hotel Valira és un exemple rellevant de l'arquitectura de granit per la seva qualitat arquitectònica. A més, va ser un dels establiments hotelers i termals més antics d'Andorra. També és un testimoni valuós de la presència dels monjos de Montserrat a Andorra.

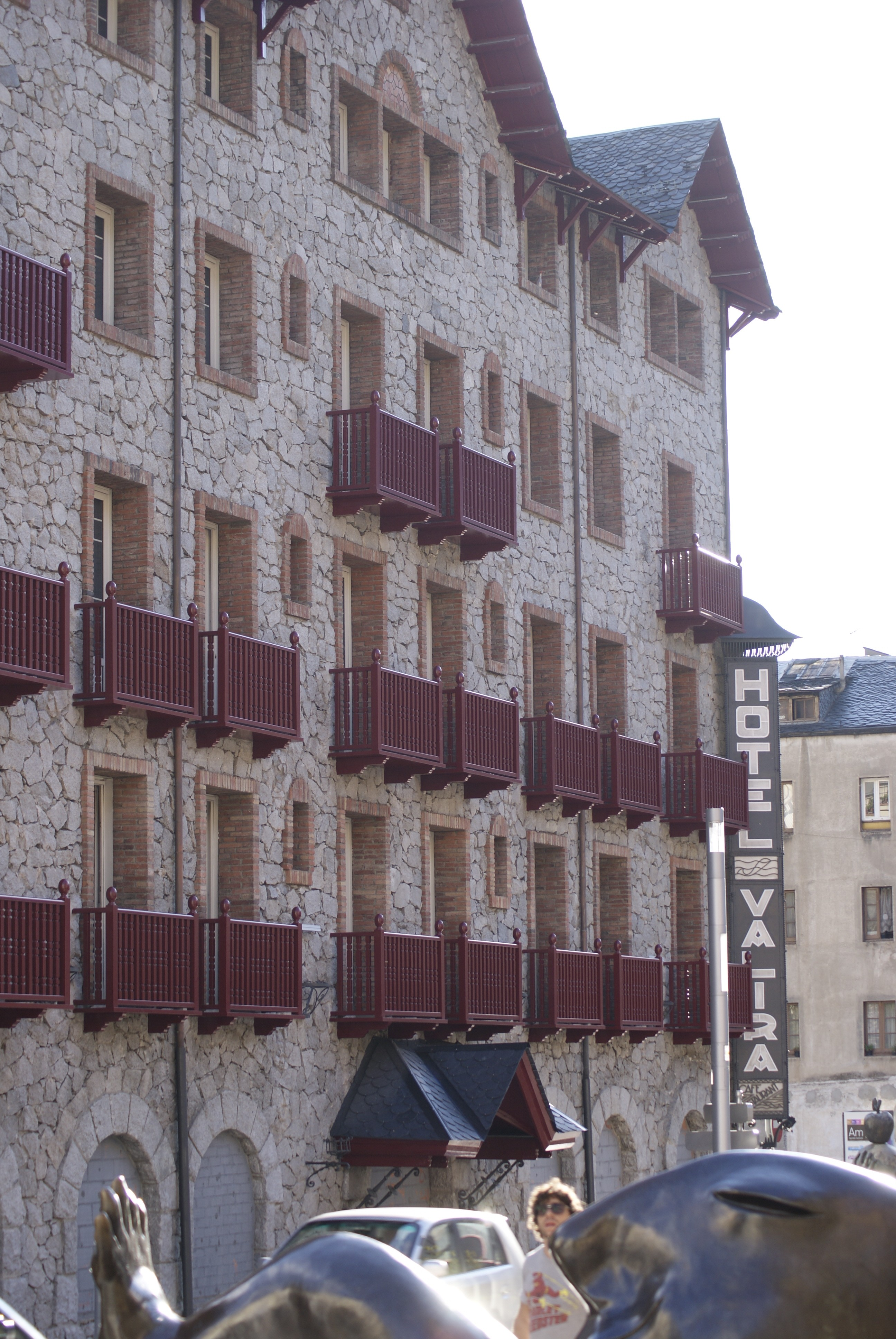
Hotel Valira (any 2011)

Quan es va obrir l'hostal va ser arrendat a la família Bescompte i després a la família Adserà Cubells. L'any 1943 els monjos van vendre l'edifici a la família Reig que el va conservar fins al 2014 quan es va iniciar la rehabilitació de l'interior afectat per un foc, es van restaurar els elements modernistes i es reconstruí la part superior per acollir apartaments de luxe.
El 16 de març de 2017 es va ubicar a la planta baixa el Museu Carmen Thyssen, sent la primera seu internacional d'aquesta entitat.